# Charcotia granulosa
Charcotia granulosa is een slakkensoort uit de familie van de Curnonidae. De wetenschappelijke naam van de soort is voor het eerst geldig gepubliceerd in 1906 door Vayssière.